# Young Boys Diekirch
Young Boys Diekirch is een Luxemburgse voetbalclub uit Diekirch. 

## Geschiedenis
De club werd op 21 september 1908 opgericht als FC Diekirch. Op 10 februari 1909 werd de naam Young Boys aangenomen. De club speelde in de hoogste klasse van 1914 tot 1915 en van 1916 tot 1919. In 1940 werd de naam gewijzigd in FK Diekrich, ten tijde van de Duitse bezetting van Luxemburg. Na de oorlog werd dit weer ongedaan gemaakt. De club speelde keerde nog éénmalig terug naar de hoogste klasse in 1950/51 en 1978/79, maar was voornamelijk actief in de tweede klasse. Na twee degradaties op rij in 2013 en 2014 verzeilde de club zelfs in de vierde klasse. Sinds 2019 is de club terug actief  op het derde niveau. 